# Pietro Moriconi
Pietro Moriconi (?-1119) fou arquebisbe de Pisa en el primer quart del segle xii. D'acord amb la tradició pertanyia a la noble família Moriconi de Vicopisano. Apareix per primera vegada amb el títol d'arquebisbe en un document de 19 de març de 1106. Va prendre part a la Croada pisano-catalana i va fer prevaler el criteri d'entrar a sac a la ciutat, quan els musulmans havien ofert un acord de rendició, contra el criteri de Ramon Berenguer III. El botí obtingut en la croada va revertir en bona part en l'arquebisbat i va suposar un important reforçament de la seva riquesa, prestigi i capacitat d'influència. Va morir el 1119 i fou soterrat el 10 de setembre al Duomo de la Catedral de Pisa.